# Au revoir
au revoir (fr. do zobaczenia) – czwarty singel Malice Mizer wydany 3 grudnia 1997.
Wersja first press posiada dodatkowe plastikowe opakowanie oraz zawiera sześć kart ze zdjęciami muzyków.

## Lista utworów
1. au revoir
2. au revoir ~BOSSA~
3. au revoir (Instrumental)